# 前286年
| 千纪： | 前1千纪 |
| 世纪： | 前4世纪 \| 前3世纪 \| 前2世纪 |
| 年代： | 前310年代 \| 前300年代 \| 前290年代 \| 前280年代 \| 前270年代 \| 前260年代 \| 前250年代                                                                  |
| 年份： | 前291年 \| 前290年 \| 前289年 \| 前288年 \| 前287年 \| 前286年 \| 前285年 \| 前284年 \| 前283年 \| 前282年 \| 前281年                                    |
| 纪年： | 周赧王二十九年 魯後文公十七年 齊湣王十五年 趙惠文王十三年 魏昭王十年 韓釐王十年 秦昭襄王二十一年 楚頃襄王十三年 宋康王四十三年 衛懷君七年 燕昭王二十八年 |

## 大事记
- 秦司馬錯攻魏河內，魏獻安邑以求和。
- 秦敗韓於夏山。
- 齊滅宋之戰，齊湣王聯魏、楚之師攻宋，宋康王（或稱宋王偃）戰敗，死於溫。宋國滅亡(BC1041-BC286)，共756年。
- 安提柯王朝國王德米特里一世兵敗敘利亞，被塞琉古一世俘虜及幽禁，直至逝世。

## 逝世
- 莊周，戰國時代道家代表人物。